# Muchajjam Ajida
Muchajjam Ajida (arab. مخيم عايدة) – obóz dla uchodźców palestyńskich w Autonomii Palestyńskiej (zachodni Zachodni Brzeg, muhafaza Betlejem). Według danych Palestyńskiego Centralnego Biura Statystycznego z 2016 liczył 3311 mieszkańców.